# Мартін (Кентуккі)
Мартін (англ. Martin) — місто (англ. city) в США, в окрузі Флойд штату Кентуккі. Населення — 513 особи (2020).

## Географія
Мартін розташований за координатами 37°33′58″ пн. ш. 82°45′37″ зх. д. / 37.56611° пн. ш. 82.76028° зх. д. (37.566038, -82.760211).  За даними Бюро перепису населення США в 2010 році місто мало площу 1,95 км², з яких 1,90 км² — суходіл та 0,05 км² — водойми.

## Демографія
Згідно з переписом 2010 року, у місті мешкали 634 особи в 308 домогосподарствах у складі 172 родин. Густота населення становила 326 осіб/км².  Було 368 помешкань (189/км²).
Расовий склад населення:
| - 98,3 % — білих - 1,1 % — азіатів |

До двох чи більше рас належало 0,6 %. Частка іспаномовних становила 0,3 % від усіх жителів.
За віковим діапазоном населення розподілялося таким чином: 23,2 % — особи молодші 18 років, 60,9 % — особи у віці 18—64 років, 15,9 % — особи у віці 65 років та старші. Медіана віку мешканця становила 39,5 року. На 100 осіб жіночої статі у місті припадало 89,3 чоловіків;  на 100 жінок у віці від 18 років та старших — 79,7 чоловіків також старших 18 років.
Середній дохід на одне домашнє господарство  становив 30 514 долари США (медіана — 18 333), а середній дохід на одну сім'ю — 36 621 долар (медіана — 19 934). За межею бідності перебувало 48,2 % осіб, у тому числі 55,0 % дітей у віці до 18 років та 26,3 % осіб у віці 65 років та старших.
Цивільне працевлаштоване населення становило 163 особи. Основні галузі зайнятості: освіта, охорона здоров'я та соціальна допомога — 39,3 %, публічна адміністрація — 14,7 %, мистецтво, розваги та відпочинок — 12,3 %, роздрібна торгівля — 11,7 %.